# Linus Videll
Linus Videll, född 5 maj 1985, är en svensk ishockeyspelare som spelar för Östersunds IK i Hockeyallsvenskan. Vidells moderklubb är Djurgårdens IF och han spelade juniorishockey med AIK, Brynäs IF och Södertälje SK. Videll debuterade i Elitserien redan säsongen 2003/2004 med Södertälje SK. Samma år valdes han i sjunde rundan av Colorado Avalanche i NHLs draft. Dessutom gjorde Videll 53 landskamper med pojk- och juniorlandslag åren 2002–2005.
I början av sin tid i Södertälje var Videll periodvis utlånad till Halmstad Hammers HC och AIK. Hans genombrott kom säsongen 2006/2007 då han var en starkt bidragande orsak till att Södertälje SK åter tog klivet upp till Elitserien efter ett år i Hockeyallsvenskan. Videll gjorde sin landslagsdebut i Tre Kronor mot Ryssland den 8 november 2007. Sammanlagt spelade han 14 A-lagslandskamper för Sverige åren 2007-2009. I april 2011 väravdes han till  AIK för fortsatt spel i Elitserien.
Säsongen hos AIK slutfördes dock inte, utan Videll värvades till den ryskdominerade Kontinental Hockey League (KHL) och det sibiriska laget Jugra Chanty-Mansijsk. Karriären i KHL fortsatte de tio kommande säsongerna i klubbar som Severstal Tjerepovets, Dinamo Riga, Nizjnij Novgorod, Kunlun Red Star, Traktor Tjeljabinsk, Barys Nur-Sultan vilket förutom Ryssland även innebar Kina, Kazakstan och Lettland.
Säsongen 2021/22 återkom Videll till Sverige och Djurgården och spelade en säsong i SHL, men deltog ändå i KHL:s slutspel Gagarin Cup för Metallurg Magnitogorsk. Säsongen därpå återkom Han till Södertälje SK som nu spelade i Hockeyallsvenskan.